# Hugo Daffner
Hugo Daffner (* 2. Juni 1882 in München; † 9. Oktober 1936 im KZ Dachau) war ein deutscher Komponist, Musikwissenschaftler, Schriftsteller, Arzt und Journalist.

## Leben

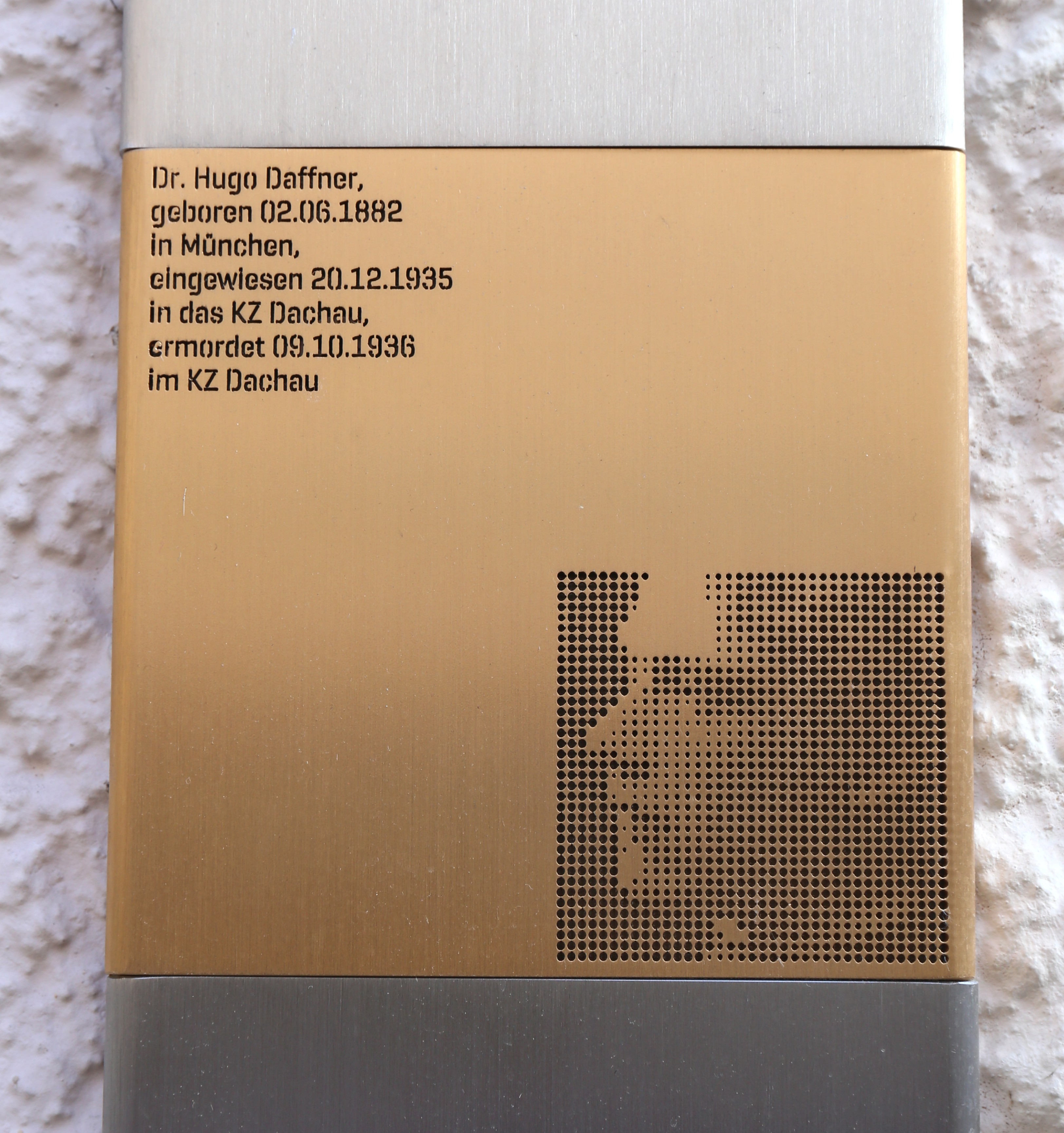
Erinnerungszeichen für Opfer des NS-Regimes in München für Hugo Daffner

Der Sohn des Oberstabsarztes Franz Daffner und seiner Ehefrau Josefine Brandstetter besuchte das Gymnasium. Er studierte anfangs Medizin, dann an der Akademie für Tonkunst in München das Fach Musik bei Ludwig Thuille und privat bei Bernhard Stavenhagen (1862–1914) und Max Reger (1873–1916) und schließlich an der Universität bei Theodor Kroyer und Adolf Sandberger. Dort promovierte er 1904 zum Dr. phil. mit der Arbeit Die Entwicklung des Klavierkonzerts bis Mozart, die 1906 veröffentlicht wurde.
Seine erste berufliche Tätigkeit als Musiker war die eines Kapellmeister-Volontärs. Bei den Münchner Festspielen und dem Hoftheater betätigte er sich von 1904 bis 1906 als musikalischer Assistent und Solo-Repetent. 1907 arbeitete er als Redakteur für Musik bei der Königsberger Allgemeinen Zeitung.
Im Jahre 1908 wurde Hugo Daffner Redakteur für Musik und des Feuilletons der Dresdner Nachrichten. Im gleichen Jahr heiratete er die königlich sächsische Hofschauspielerin Alice Politz. 1912 und 1913 bereiste er Italien und Frankreich. Danach lebte er zwei Jahre in Berlin. Für die Frankfurter Zeitung schrieb Daffner im September 1915 eine Rezension der Einzelausstellung Franz Marcs im gleichen Monat in der Berliner Sturm-Galerie. Es handelt sich um die letzte und vermutlich umfassendste Würdigung des im März 1916 vor Verdun gefallenen Expressionisten überhaupt.
Als Ungedienter musste er in den Ersten Weltkrieg ausrücken. Ab 1917 studierte er Physik, dann nahm er wieder sein Medizinstudium auf. 1920 legte er sein medizinisches Examen ab und erlangte die Promotion zum Dr. med. Mit dem Kaufmann Paul Hölzer († 1951) gründete er im gleichen Jahr den Bund für neue Tonkunst.
Bei der Königsberger Allgemeinen Zeitung nahm er anschließend wieder die Position eines Schriftleiters für das Feuilleton und die Musikredaktion ein. In Berlin wohnte er von 1922 bis 1933, und zwar in Berlin-Friedenau in der Rubensstr. 23. Danach siedelte er nach München über.
Er hinterließ als Komponist zahlreiche Werke, darunter mehr als 600 Lieder, Klaviersonaten, Kompositionen für Klavier und Violine sowie für Klavier und Violoncello, zwei Klaviertrios, zwei Klavierquintette und drei Sinfonien für großes Orchester.
Als Schriftsteller war er 1914 maßgeblich an der Neugründung der Deutschen Dante-Gesellschaft beteiligt. Von 1914 bis 1927 war er deren Vorsitzender und gab die Jahrbücher der Gesellschaft heraus. Weiterhin veröffentlichte er Kritiken wie auch wissenschaftliche Abhandlungen zur Musik und zum Theater.
Er brach mit der Deutschen Dante-Gesellschaft und arbeitete nach seiner Rückkehr in seine Heimatstadt München 1933 nur noch als Komponist. Da seine Werke den Nationalsozialisten nicht gefielen, wurde er mehrfach zur „Umerziehung“ ins KZ Dachau verbracht, wo er 1936 unter ungeklärten Umständen ums Leben kam.
Zu seiner Erinnerung wurde am 26. Juli 2019 an seinem letzten Wohnort, München, Ickstattstr. 17, ein Erinnerungszeichen angebracht.

## Werke

### Kompositionen (Auswahl)
- Sonate für Orgel, op. 1, 1911
- 3 Stücke für Klavier zu 4 Händen, op. 9, 1910
- Sonate für Klavier, op. 15, 1913
- Sonate für Violoncello und Klavier, op. 18, 1909
- Symphonie Nr. 2, op. 20, 1913
- Klaviertrio F-Dur, op. 10, 1909

### Schriften
- Die Entwicklung des Klavierkonzerts bis Mozart. Breitkopf & Härtel, Leipzig 1906, Neudruck 1973, ISBN 978-3-500-26280-2
- Universität und Musikwissenschaft. Eine Denkschrift. Breitkopf & Härtel, Leipzig 1910, OCLC 250401002
- Friedrich Nietzsches Randglossen zu Bizets Carmen. Gustav Bosse Verlag, Regensburg 1912, OCLC 238825987
- Salome. Ihre Gestalt in Geschichte und Kunst. Dichtung – bildende Kunst – Musik . Hugo Schmidt Verlag, München 1912, OCLC 1488662
- Zur Psychopathologie der Königsberger Mucker, in: Archiv für Psychiatrie, Band 67, Heft 2 und 3, 1923, OCLC 5654137017
- Eine Münchner Wertheriade. Fanni von Ickstatts Sturz vom Münchner Frauenturm im Jahre 1785. Insel-Verlag, Leipzig 1928, OCLC 633995353
- Der Selbstmord bei Shakespeare. Tauchnitz, Leipzig 1928, OCLC 634699720